# Oberonia bougainvilleana
Oberonia bougainvilleana är en orkidéart som beskrevs av Paul Ormerod. Oberonia bougainvilleana ingår i släktet Oberonia och familjen orkidéer. Inga underarter finns listade i Catalogue of Life.